# 공주 석장리 유적
공주 석장리 유적(公州 石莊里 遺蹟)은 대한민국 공주시 석장리동에 있는, 후기 구석기 시대 유적이다. 1990년 10월 31일 대한민국의 사적 제334호로 지정되었다.

## 개요
공주에서 대전으로 가는 금강가에 있는 구석기시대의 유적이다. 구석기시대란 인류가 돌을 깨뜨려 도구로 사용하고 사냥이나 물고기잡이, 식물채집을 통해 생활한 문화단계를 말하는데, 인류가 태어나 1만년 전까지의 시기로 보고 있다.
찍개·긁개·주먹도끼·새기개 등의 석기류가 다양하게 출토되었다. 후기 구석기층의 집자리에서는 숯이 발견되었는데, 이것으로 연대측정을 한 결과 약 2만 5천년에서 3만 년전의 집터임이 확인되어, 당시에 사람들이 이곳에서 생활하였음을 알게 되었고 전후 시기에도 살았을 것으로 보고 있다. 또한 꽃가루를 조사한 결과 이 일대에 소나무·전나무·목련·백합을 비롯한 다양한 식물이 있었던 것으로 밝혀져 구석기시대의 자연환경을 이해하는데 큰 도움을 준다.
우리나라 구석기시대에 사람이 살았음을 처음으로 알게해 준 중요한 유적이다.

## 특징
이곳은 1964~1992년까지 13차에 걸쳐 발굴조사된 지역으로 남한에서 최초로 발견된 최대의 선사문화 유적이다. 연세대 손보기 박사팀이 1964년부터 발굴조사를 해서 처음으로 밝혀냈고, 1974년에는 교과서에도 실리게 되어 선사시대의 대중화를 열었던 유적이다. 석장리 박물관이 2006년에 세워졌다.
이곳 석장리 구석기 유적은 선사시대 전기·중기·후기의 다양한 문화층이 형성되었으며 집터, 불땐자리, 사람의 털과 짐승의 털, 불에 탄 곡식낟알 등 주거지가 발견되었고, 긁개·찌르개·자르개·주먹도끼·주먹대패 등 타제석기 3,000여 점이 발굴 출토되어 선사문화를 연구할 수 있는 귀중한 자료라 할 수 있다. 이 가운데 배밑바닥 모양의 석기는, 1914년 부군면 통폐합에 따라 리로서는 폐지된 뒤 자연부락의 이름으로 남아있던 석장리의 이름을 따왔다. (이후 이 유적이 유명해져서 법정리 명칭이 석장리로, 동 승격에 따라 석장리동으로 변경된다)
원래 이름은 '공주석장리구석기유적' 였으나, 2011년 현재의 명칭으로 변경되었다.
5월에는 공주 석장리 구석기축제가 열려 많은 가족들이 찾는다.

## 같이 보기
- 한국의 구석기 시대
- 구석기 시대

## 참고 자료
- 공주 석장리 유적 - 국가유산청 국가유산포털
- 이 문서에는 다음커뮤니케이션(현 카카오)에서 GFDL 또는 CC-SA 라이선스로 배포한 글로벌 세계대백과사전의 내용을 기초로 작성된 글이 포함되어 있습니다.